# Geoff Britton
Geoffrey Britton (Lewisham, Londres, 1 de agosto de 1943), más conocido como Geoff Britton, es un batería británico célebre por su trabajo con el grupo musical Wings entre 1974 y 1975, durante la grabación de Venus and Mars.

## Biografía
Britton fue uno de los miembros fundadores del grupo de rock progesivo East of Eden, formado en Bristol en 1967. Estuvo en el grupo hasta comienzos de 1970 y tocó en el álbum Snafu. Poco después de unió a Wild Angels. Después de abandonar Wings en 1975, Britton se convirtió en miembro de Manfred Mann's Earth Band entre 1978 y 1979, y tocó en el álbum Angel Station. A comienzos de la década de 1980, se unió al grupo de power pop The Keys, cuyo único álbum fue producido por Joe Jackson.
En 1989 trasladó su residencia a España y comenzó a tocar en el grupo The Rockets. Entre 1999 y 2004, tocó en el grupo Black Diamond. En 2008 tocó con The Brink Band.